# Âm giai Trưởng tự nhiên
Âm giai Trưởng tự nhiên là âm giai gồm các bậc có đặc tính như sau:
- Bậc I: Chủ âm (Tonique);
- Bậc II: Thượng chủ âm (Sus-tonique) cao hơn bậc I một quãng hai trưởng (1 cung);
- Bậc III: Trung âm (Médiante)cao hơn bậc II một quãng hai trưởng;
- Bậc IV: Hạ át âm (Sous-dominante) cao hơn bậc III một quãng hai thứ (1/2 cung);
- Bậc V: Át âm (Dominante) cao hơn bậc IV một quãng hai trưởng;
- Bậc VI: Thượng át âm (Sus-dominante) cao hơn bậc V một quãng hai trưởng;
- Bậc VII: Cảm âm (Sensible) cao hơn bậc VI một quãng hai trưởng.

Nếu nâng bậc VII lên một quãng hai thứ (1/2 cung) nữa, ta sẽ có bậc VIII (Bát âm – Octave), thực chất chính là Chủ âm (Tonique) của quãng tám cao hơn. Tần số âm thanh của bậc VIII bằng đúng hai lần bậc I.
Như vậy, âm giai Trưởng tự nhiên so với âm giai Thứ tự nhiên có các điểm giống và khác nhau như sau:
- Các bậc I, II, IV, V của chúng hoàn toàn giống nhau.
- Các bậc III, VI, VII của âm giai Trưởng tự nhiên đều cao hơn chính các bậc đó của âm giai Thứ tự nhiên đúng 1/2 cung, song chúng lại cùng tên với nhau nên 1/2 cung ở đây không phải là quãng hai thứ mà là quãng một tăng.